# Sutton Cheney
Sutton Cheney – wieś w Anglii, w hrabstwie Leicestershire, w dystrykcie Hinckley and Bosworth. Leży 18 km na zachód od miasta Leicester i 149 km na północny zachód od Londynu. W 2001 miejscowość liczyła 545 mieszkańców.